# Gaz dans les centres de stockage souterrains de déchets radioactifs
 (novembre 2019).
 (novembre 2019).
Le problème que posent les gaz dans les centres de stockage souterrains de déchets radioactifs est connu depuis longtemps[Quand ?]. La commission de sûreté nucléaire allemande (de) (RSK) a commandité des études[Quand ?] Gase im Endlager relatives à la formation de gaz dans les centres d'enfouissement de déchets radioactifs.
Outre les perturbations géologiques dans la roche qui peuvent exercer des sollicitations mécaniques eu égard à la  longue durée du stockage, les gaz constituent un des problèmes les plus sensibles des stockages en grande profondeur[réf. nécessaire]. En effet, la corrosion des métaux enfouis, tout comme le métabolisme des bactéries, produisent respectivement des gaz tels que l'hydrogène et le méthane. Sans compter la production d'hydrogène par radiolyse. Ces gaz ne s'évacuent que très lentement dans la roche hôte, ce qui conduit à des augmentations de pression pouvant même dépasser la pression lithostatique. Divers calculs[Lesquels ?] de diverses organisations[Lesquelles ?] ont conduit à des pressions de 20 voire 40 bars, ce qui pourrait mettre en cause la sûreté à long terme des installations souterraines de stockage.
L'incertitude qui entoure la formation des gaz constitue le plus gros problème[réf. nécessaire]. Un début de solution consisterait à augmenter artificiellement la porosité des roches, qui pourrait permettre l'évacuation des gaz. Mais la commission de sûreté nucléaire allemande (RSK) souligne que des fissures pourraient se former, ce qui nuirait à la qualité de l'effet barrière attendu de la roche hôte[réf. nécessaire].
Selon une étude de la Commission européenne, les différents mécanismes conduisant à la formation de gaz dans les stockages de déchets radioactifs sont les suivants:
- corrosion anaérobie
- dégradation chimique, thermique et microbienne des déchets
- radiolyse de l'eau contenue dans les déchets organiques
- décroissance alpha des actinides

Par ailleurs, le gaz majoritairement produit s'avère être de l'hydrogène[précision nécessaire].
Une étude de 2009 par des organisations expertes[Lesquelles ?] est en cours sous le titre FORGE.[Passage à actualiser]